# Opérateur de position de Newton-Wigner
En théorie quantique relativiste, l'opérateur de position de Newton-Wigner est un opérateur de position introduit en 1949 par Théodore Dudell Newton et Eugene Wigner pour tenter de décrire la position de particules massives relativistes de spin arbitraire. 

## Le problème de la localisation
Dans quelle mesure est-il possible de parler de la localisation d'une « particule » quantique dans une région de l'espace (et dans le temps) ?
- Dans le cadre de la mécanique quantique non-relativiste, on dispose d'un opérateur position {\displaystyle \ {\hat {\mathrm {r} }}\ } hermitien qui permet de préciser de façon cohérente la notion de localisation d'une particule[1].

- En physique relativiste, les transformations de Lorentz mélangent les coordonnées d'espace et de temps. En mécanique quantique relativiste, si le vecteur position classique était associé à un opérateur position quantique "à la Heisenberg", il devrait aussi exister un opérateur temps. Or, un vieil argument de Pauli suggère[2] qu'il n'existe pas d'opérateur temps hermitien en mécanique quantique[3]. La solution usuelle consiste à abandonner a priori la notion d'opérateur position en passant à la théorie quantique des champs définie sur l'espace-temps.

## L'opérateur position de Newton-Wigner (1949)
En 1949, Newton et Wigner ont réussi à construire un nouvel « opérateur position » pour les particules massives relativistes de spin arbitraire. Moyennant quelques hypothèses générales raisonnables, ils ont créé un opérateur non-local dans l'espace physique. Les « états localisés » associés à cet opérateur ne sont pas des distributions de Dirac. L'état localisé autour de l'origine possède à grande distance une décroissance exponentielle avec une échelle caractéristique égale à la longueur d'onde de Compton de la particule massive. De plus, ces états localisés ne sont pas invariants par transformation de Lorentz. 
La construction de Newton-Wigner s'étend aux particules de masse nulle de spin 0 (décrites par l'équation de Klein-Gordon) et de spin 1/2 (décrites par l'équation de Dirac), mais pas au photon, de spin 1.